# 円居総一
円居 総一（えんきょ そういち、1948年 - ）は、国際金融、経済政策論を専門とする日本の経済学者。
東京銀行ロンドン支店、本店調査部、ニューヨーク支店次長、続いて東京三菱銀行米州本部SVP 兼主席エコノミストを勤め、この間1987年にロンドン大学ロンドン・スクール・オブ・エコノミクス博士課程を修了しPhD (Econ)を取得した。
1997年に日本大学国際関係学部・同大学院教授兼日本大学グローバルビジネススクール教授に転じた。その後、専任は離れたが、引き続き非常勤の講師として大学院で教鞭をとっている。また、公益財団法人国際通貨研究所の客員研究員も務めている。

## おもな著書
- ベーシック/金融自由化入門 (日経文庫)、日本経済新聞社、1993年（2版、1995年）
- 原発に頼らなくても日本は成長できる : エネルギー大転換の経済学、ダイヤモンド社、2011年